# Dichagyris brunneotincta
Dichagyris brunneotincta är en fjärilsart som beskrevs av Corti 1933. Dichagyris brunneotincta ingår i släktet Dichagyris och familjen nattflyn. Inga underarter finns listade i Catalogue of Life.